# دزد: نگهبان گنج
دزد: نگهبان گنج (کره‌ای: 스틸러: 일곱 개의 조선통보) یک مجموعهٔ تلویزیونی کره جنوبی سال ۲۰۲۳ با بازی جو وون، لی جو وو، جو هان-چول، کیم جه وون و چوی هوا جونگ است. این مجموعه از ۱۲ آوریل ۲۰۲۳، روزهای چهارشنبه و پنجشنبه ساعت ۲۲:۳۰ (کی‌اس‌تی) از تی‌وی‌ان پخش شد. دزد: نگهبان گنج همچنین برای استریم در تیوینگ و ویو در مناطق منتخب قابل دسترسی است.

## بازیگران

### اصلی
- جو وون در نقش هوانگ ده میونگ / اس‌کونک[۱۱]
- لی جو وو در نقش چوی مین وو[۱۲]
- جو هان-چول در نقش جانگ ته این[۱۳]
- کیم جه وون در نقش شین چانگ هون
- چوی هوا جونگ در نقش لی چون جا[۱۲]

## تولید
عنوان کاری اولیهٔ این مجموعه کارما: هفت سکه چوسان (کره‌ای: 카르마 – 일곱 개의 조선통보; لاتین‌نویسی اصلاح‌شده: Kareuma – Ilgop Gaeui Joseontongbo) بود.